# Рік 3000-й
«Рік 3000-й» (італ. L'Anno 3000) — фантастичний роман італійського письменника і лікара Паоло Мантегацци 1897 року. Цей короткий роман є типовим утопічним прогнозування життя і суспільства майбутнього, яке було поширене в кінці 19 століття в західних країнах, що було наслідком швидких темпів розвитку науки і техніки. Письменники, як наприклад Жюль Верн, успішно експлуатували бажання громадськості для прогнозування майбутнього, і Мантегацца скористався цією тенденцією.
У цій книзі Мантегацца з надзвичайною точністю передбачає важливі соціально-економічні рухи та глобальні політичні зміни, які фактично відбувалися в останніх десятиліттях ХХ століття, наприклад, поразка комуністичних режимів та поява Організації Об'єднаних Націй та Європейського Союзу.

## Сюжет
Паоло та Марія (ті самі імена, що у автора та його дружини) збираються одружитися після обов'язкового п'ятирічного періоду спільного життя «з любов'ю, але без дітей». Отже, вони починають подорож до Андрополя («міста людини»), величезної (10 мільйонів жителів) і надсучасної столиці «Об'єднаних держав планети». Дорогою вони відвідують різні політичні установи, енергетичні заводи, бібліотеки та театри, лабораторії та школи, де Павло виступає в ролі екскурсовода, показує Марії все навколо, розповідає і пояснює влаштування світу майбутнього.

## Передбачення
Мантегацца був точним в прогнозуванні технологічних досягнень, які стали реальністю (або, швидше за все, будуть в майбутньому). У перших трьох розділах він прогнозує наступне:
- Керований за допомогою клавіатури приватний двомісний літак з електричними двигунами («acrotach», що означає «швидкий на висоті»), з повною електричною панеллю інструментів, включаючи компас, термометр, датчики напряму вітру, швидкості польоту та індикатори відстані. Швидкість польоту становила 150 км/год;
  - Цей літак міг швидко трансформуватися в електрично керований човен («hydrotach»), шляхом надування навколо нього кільця з гуми;
- Кондиціонер в автомобілях та громадських місцях;
- Синтетичні продукти, виготовлені з білків та вуглеводів;
- Препарати для підвищення відчуття щастя, любові, та збільшення фізичної сили;
- Мережа дротів, що простягаються по всьому світу, для передачі чистої, «космічної» енергії, що вироблена в безшумних, компактних заводах («пандінамоси») і обслуговується одним робітником.
- Штучний мозок і штучний інтелект у пристроях, що імітують біологічні мізки, побудовані з штучних нейронних мереж, виготовлених з синтетичної протоплазми;
- Кінотеатри («panopticons»), які передають різноманітні розважальні та навчальні програми, транслюючи віртуальну реальність безпосередньо в сенсорні системи глядачів, включаючи запахи, відчуття руху тощо;
- Медичні огляди з використанням променів, які просвітлюють все тіло (слід пам'ятати, що це за два роки до того, як Вільгельм Рентген виявив рентгенівські промені);
- Будинки, побудовані з пластику, що залитий у сталеву конструкцію;
- 5-денний робочий тиждень, 6-й годинний робочий день, щоб мати багато вільного часу для розваг та навчання;
- Кредитні картки та паперові купюри глобальної валюти;
- Глобальна «космічна» мова, що замінює всі мертві європейські мови.

У першій главі Мантегацца передбачив Першу світову війну, коли дві сторони воюватимуть з кривавими, величезними морськими та земними боями і з «одним мільйоном смертей в один день» біля Парижа. Після цієї війни всі народи об'єднуються, щоб знищити війну («війна, яка погубила всі війни»). Після війни держави «заснували Сполучені Штати Європи», з єдиною ідіомою і єдиною валютою, що забезпечили мир на наступні два тисячоліття. Після майже століття диктаторського панування соціалістичні режими були замінені демократичними.